# Oppido Lucano
Oppido Lucano es un pueblo de la provincia de Potenza, en la Región Basilicata, al sur de Italia. Se extiende sobre las colinas de los Apeninos y se encuentra ubicado en el centro de Basilicata 
- Densidad de 71,3 habitantes por kilómetro cuadrado.
- Población de la localidad (2001 censo): 1932 hombres y 1965 mujeres.

## Historia
Oppido, del latín oppidum, lugar fortificado. Sus orígenes son antiquísimos, como resulta de los hallazgos arqueológicos: sobre el monte Montrone ha sido descubierta una necrópolis sobresaliente de los siglos VI-IV a. C., cuyos restos son custodiados en el Museo Arqueológico Provincial de Potenza. En la zona de Montrone fue encontrada también la famosísima "Tabla Bantina", el documento más importante en idioma osco, conservada en el Museo Nacional de Nápoles. La placa de bronce estaba escrita en ambos lados: en una parte estaba grabada una ley de Roma y en la otra en lengua Osca el estatuto Bantino (113-118 a. C.), esto es de la ciudad de Bantia, de la que formaba parte Oppido. 
Además en la localidad de Ciccoti se ha encontrado la mayor villa patricia de Italia peninsular. El feudo pertenecía a la condesa de Balvano y en la edad normanda fue asignada por Carlos de Anjou a Pietro Soumerose. Se sucedieron en el dominio: Roberto de Brois, Pietro de Glaix, los Angioninos, los príncipes Durazzo y durante el reino de Giovanna II fue posesión de la familia Zurlo. Fue dominado por la familia Orsini desde 1426 hasta 1730, cuando se convierte en propiedad de los De Martinis, que la mantuvieron hasta el 1806. En 1863 asume, por real decreto, el nombre de Palmira que se mantiene hasta 1933 cuando vuelve a tomar el nombre de Oppido Lucano. El centro histórico mantiene el aspecto medieval. En la parte alta se notan los restos del castillo, que en la antigüedad fue llamado Magnum Castrum. De la originaria estructura queda el portal de ingreso coronado por el escudo de los Orsini, mientras el edificio, dividido en departamentos está habitado por particulares. Cercano está el Palazzo de Pilato, los últimos propietarios del castillo. También notables son los edificios: Nigri, Lancieri e Zurlo provistos de bellos portales.

## Evolución demográfica
| Gráfica de evolución demográfica de Oppido Lucano entre 1861 y 2001 |
|                                                                     |
| Fuente ISTAT - elaboración gráfica de Wikipedia                     |

## Política
Rocco Pappalardo, Intendente de este lugar, nació en Oppido Lucano el 20 de agosto de 1974. Empezó muy joven con su actividad política En abril de 1997, fue candidato local del Partido Democrático de Izquierda (Partito Democrático della Sinistra) y fue elegido consejero comunal por la lista "Patto di Fiducia". En 1999, a los 25 años fue elegido consejero provincial con 1.286 votos (36,8% del electorado) y el 13 de mayo de 2001 fue elegido alcalde de la ciudad por la lista de El Olivo (L'Ulivo) con el 49,2%.

## Ciudades Hermanas
| Bandera de Argentina | Argentina |

| Bandera de Chile | Chile |